# Compagnia di Sant'Eligio dei Manescalchi

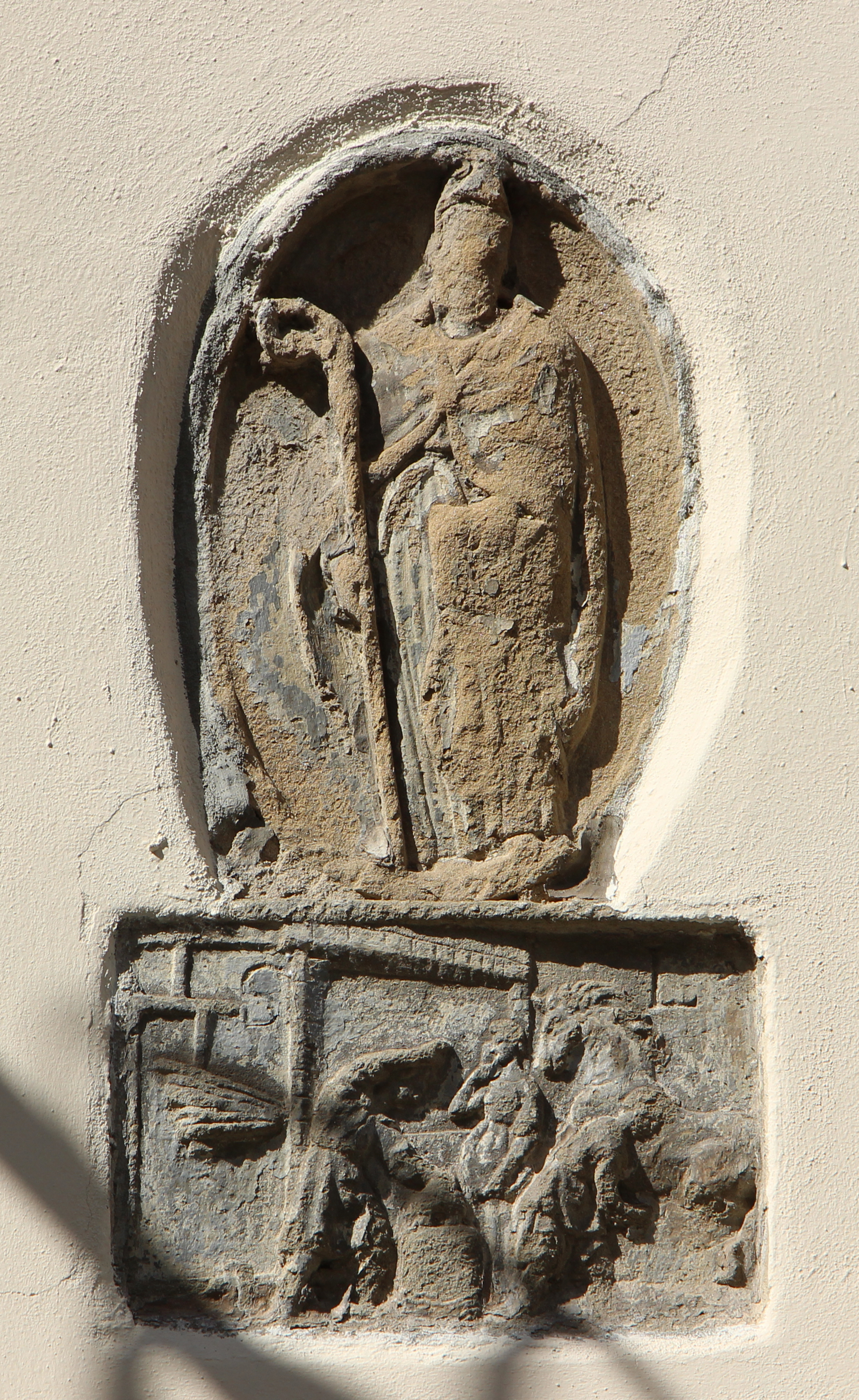
Stemma della confraternita in via San Gallo, Firenze

La Compagnia di Sant'Eligio dei Manescalchi era un'antica confraternita di Firenze.

## Storia

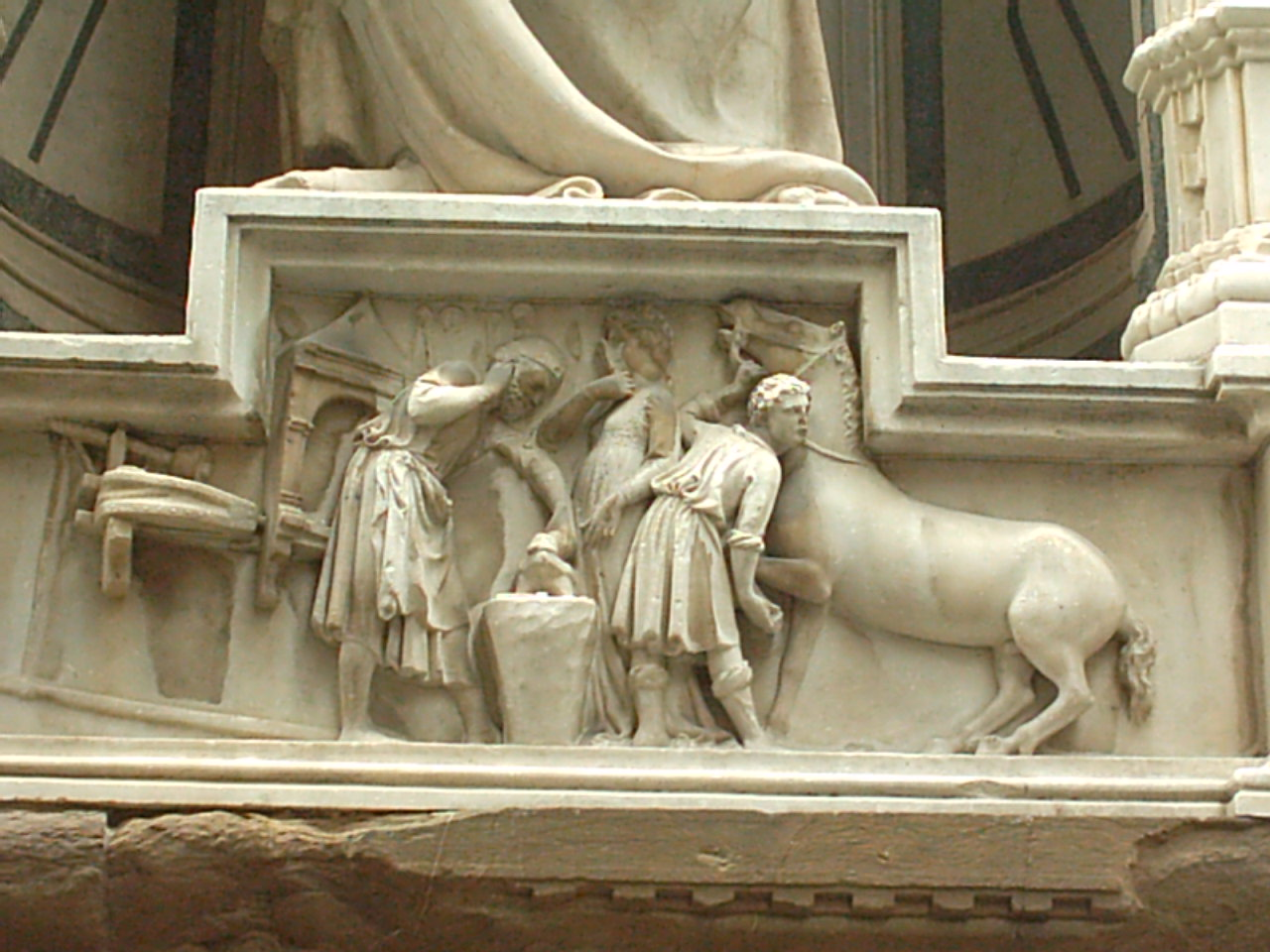
Il miracolo di sant'Eligio rappresentato da Nanni di Banco nella nicchia dell'Arte dei Fabbri in Orsanmichele

A Eligio di Noyon, santo francese che aveva esercitato la professione di fabbro e orefice, erano dedicate due compagni a Firenze, dette popolarmente anche "di Sant'Alò" o "di San Lò", dal nome popolare del santo derivato dal francese Eloi. La prima era quella degli Orefici, che rappresentava il santo nella sua leggendaria onestà con re Clotario II, per il quale con la stessa quantità di metallo prezioso realizzò non uno ma due troni, nonostante fosse stato accusato ingiustamente di aver rubato il materiale; la seconda era quella dei Maniscalchi, che raffiguravano il santo entre riattaccava miracolosamente la zampa di un cavallo dopo un incidente durante la ferratura. Gli orefici facevano poi parte dell'Arte della Seta, un'Arte maggiore, mentre i maniscalchi di quella dei Fabbri. 
La Compagnia dei Maniscalchi, attiva almeno dal 1370, aveva sede in via San Gallo, nei pressi del Canto alla Pace: qui si trova ancora un segnacolo con lo stemma della confraternita, accompagnato da un rilievo del miracolo di sant'Eligio che riattacca la zampa al cavallo, derivata da quella scolpita da Nanni di Banco nella nicchia dell'Arte dei Fabbri in Orsanmichele. La Compagnia aveva qui un oratorio e uno "spedale" in cui si prendevano cura dei confratelli infortunati o troppo anziani. 
Come molte altre confraternite toscane, la Compagnia dei Maniscalchi fu soppressa da Pietro Leopoldo nel 1785. 

## Stemma
Lo stemma della Compagnia è una figura di sant'Eligio in abiti vescovili al naturale. 